# 德克薩斯鎮區 (伊利諾伊州德威特縣)
德克薩斯鎮區（英語：Texas Township）是位於美國伊利諾伊州德威特縣的一個行政鎮區。

## 地方資料
根據2010年美國人口普查的數據，德克薩斯鎮區的面積為95.30平方千米，當中陸地面積為95.20平方千米，而水域面積為0.10平方千米。當地共有人口1246人，而人口密度為每平方千米13.07人。